# Hayden Thompson
Hayden Thompson (Booneville, 5 marzo 1938) è un cantante statunitense.

## Biografia
Alla tenera età di cinque anni, ricevette la sua prima chitarra (una Gibson) che imparò a suonare velocemente, influenzato sia da artisti country di quei giorni come Hank Snow e gli Elmore Brothers, sia dal blues di Memphis di BB King e Howling Wolf.
Passa l'infanzia tra talent show e trasmissioni radio, all'età di sedici anni forma la sua prima band: i Southern Melody Boys, con i quali registra il singolo I feel the blues coming on/Act like you love me (Von 1001).
Nel 1956 la svolta, entra a far parte della piccola ma prestigiosa etichetta Sun Records di Sam Phillps  dove realizzerà One broken heart e Love my baby accompagnato da una band che vedeva Roland Jones alla chitarra elettrica, Marvin Pepper al contrabbasso, Jimmy Van Eaton alla batteria, e niente poco meno che Jerry Lee Lewis al pianoforte.
In quegli anni era spesso in tour con Billy Lee Riley e Sonny Burgess fino al 1958, quando lascio Memphis per trasferirsi a Chicago.
Per tutti gli anni '70 lasciò la carriera di musicista per lavorare come autista di limousine, per poi riprendere la sua attività artistica, sia live che in studio di registrazione nei primi anni '80, grazie al revival che il rock and roll godeva in quegli anni.
I suoi ultimi lavori in studio sono Diamonds & Cadillacs e Guess things happen that way, registrate con l'Hal Peters Trio in Finlandia nel 2003.

## Discografia

### Album

#### Singoli
Von (1954) 
HT-1001 I Feel The Blues Coming On / Act Like You Love Me – ca. 05-54
Phillips Int. (1957)
3517 Love Me Baby / One Broken Heart - 09-57
SUN 605 Fairlane Rock / Blues Blues Blues – 76 ( Francia)
Profile(1961)
4015 Whatcha Gonna Do / Summer's Almost Over - 61
Arlen (1963)
K-734 Sixteen Eighty-Eight / Here We Go Again - 02-66
K-763 Eighteen Yellow Roses / And She Cried - 06-66
K-795 A Present For Mommy / You Don't Have To Be A Baby To Cry - 12-66
Brave (1967)
1015 Girl From Arkansas / If It's Alright - 67
Nashville North (1970-)
NN 300 Don't Let It Trouble Your Mind / I Need All The Help I Can Get
NN-303 Long Black Train - 71 (DJ record)
NN-339 Your Mama Don't Dance / If It's Alright – 73 (Anche su Extremely Brave BOS-339)
NH-346 I'm Left You're Right She's Gone / Blue Moon Of Kentucky – 73 (anche su Extremely Brave BOS-346)
HT (1975)
101 I'll Kiss You Again / Tell Me That's The Way It Will Be - 75
Spade (1980s)
EP-105 „Here's Hayden Thompson“: Kansas City / That's Right / Mystery Train / I 'm Left You're Right She's Gone – 8? ( UK)
Sunrock (1984)
CI-001„Shake Rattle & Roll“: Shake Rattle & Roll / Be-Bop-A-Lula / Good Rockin' Tonight / My Baby Left Me – 84 ( Sweden)
Sunjay (1987)
SJ-52 What'm I Gonna Do / The Boy From Tupelo – 87 w. Bud Hudson and Hornets (Sweden)
SJ-54 Wrong Road Again / Pretty Little Love Song / Fried Chicken – 90 ( Sweden)